# Klemm Kl 106
Die Klemm Kl106 war ein zweisitziges Sportflugzeug der Leichtflugzeugbau Klemm GmbH aus dem Jahr 1937. Die Entwicklung erfolgte bis 1939 unter der Bezeichnung Klemm Kl 35C.

## Geschichte
Hanns Klemm beschäftigte sich seit Mitte der 1930er Jahre in seiner privaten Versuchswerkstatt mit neuen Fertigungsweisen für den Holzflugzeugbau. Hieraus entwickelte er die Teilschalenbauweise für Leichtflugzeuge, bei der Bauelemente des Flugzeugs als Halbschalen konstruiert und gefertigt und später zusammengefügt werden.
Um erste Erfahrungen mit der Teilschalenbauweise zu gewinnen, beauftragte Hanns Klemm 1937 seinen Konstrukteur Carl Bucher mit einer Übertragung des aktuellen, in konventioneller Bauweise ausgelegten Serienmodells Klemm Kl 35 in einen Teilschalen-Entwurf. Unter der Bezeichnung Klemm Kl35C entstand daraufhin das erste in Teilschalenbauweise ausgeführte Klemm-Flugzeug. Abweichend von der Klemm Kl35A/B war die Klemm Kl35C eine vollständige Holzkonstruktion, die sich äußerlich erheblich vom Ursprungsmuster unterschied.
Bereits 1937 entstanden zwei Prototypen der Klemm Kl35C (WNr. 1240, D-EAED und WNr. 1241, D-EOKX), die im November 1937 erstmals flogen. Sie wurden zu Vergleichsflügen mit konventionellen Klemm-Kl35A/B-Flugzeugen herangezogen. Als grundlegendes Problem erwies sich die deutlich schwerere Teilschalenkonstruktion.
Um Erfahrungen zu möglichen Kosteneinsparungen in der Serienfertigung von Teilschalen-Flugzeugen zu sammeln, erteilte das Reichsluftfahrtministerium (RLM) 1938 einen Bauauftrag über eine Nullserie von 8 Maschinen der Klemm Kl35C. Bereits nach Fertigstellung der ersten Nullserienmaschine Kl35C-V3, WNr. 1480, D-EBCQ zeigte sich 1939, dass die prognostizierten Einsparungen mit der Teilschalenbauweise bei der Klemm Kl35 nicht erzielbar waren. Das RLM stoppte daraufhin die Entwicklung zur Umstellung der Kl35-Fertigung auf das Teilschalen-Verfahren.
Das RLM genehmigte die Fortführung der Entwicklungsarbeiten durch die Leichtflugzeugbau Klemm GmbH auf eigenes Risiko ab 1939 unter der Bezeichnung Klemm Kl106. Zur Finanzierung knüpfte Hanns Klemm Kontakte zur William Davis Corporation in den USA, die bereits seit 1936 Patentrechte an der Teilschalenbauweise für die USA von Hanns Klemm erworben hatte. Davis war an einer Übernahme der Rechte der Gesamtkonstruktion der Klemm Kl106 für die USA interessiert und erwarb 1939 die Bau- und Vermarktungsrechte sowie die Rechte an der Konstruktion der Klemm Kl106 einschließlich einer Mustermaschine für 200.000 Reichsmark.
Bucher überarbeitete die erste Nullserienmaschine Kl35C-V3 mehrfach zur Gewichtsreduzierung. Statt des 80-PS-Hirth-HM-60A bei der Klemm Kl35C wurde die Mustermaschine der Klemm Kl106 auf den 105 PS starken Hirth-HM-504-A2-Motor umgerüstet. In Böblingen entstanden 1939 noch 7 weitere Klemm Kl106 als Nullserienmaschinen.
Der Ausbruch des Zweiten Weltkriegs verhinderte die Auslieferung der Klemm-Kl106-Mustermaschine in die USA. Die Aufnahme einer Serienfertigung in den USA oder eine sonstige Verwertung der Patentrechte in den USA fand nicht mehr statt. Hanns Klemm und Carl Bucher hatten sich inzwischen bereits den beiden Kabinenflugzeugen Klemm Kl 105 und Klemm Kl 107 zugewendet, deren Konstruktion vollständig auf die neue Teilschalenbauweise ausgerichtet wurde.

## Technische Daten
| Kenngröße             | Klemm Kl106                         |
| --------------------- | ----------------------------------- |
| Besatzung             | 2                                   |
| Länge                 | 8,10 m                              |
| Spannweite            | 11,20 m                             |
| Höhe                  | 2,17 m                              |
| Flügelfläche          | 18,00 m²                            |
| Flügelstreckung       | 7,0                                 |
| Rüstmasse             | 495 kg                              |
| Zuladung              | 285 kg                              |
| max. Startmasse       | 780 kg                              |
| Höchstgeschwindigkeit | 192 km/h                            |
| Reisegeschwindigkeit  | 180 km/h                            |
| Steigzeit             | 196 m/min                           |
| Gipfelhöhe            | 4700 m                              |
| Reichweite            | 780 km                              |
| Triebwerk             | ein Hirth HM504A mit 105 PS (77 kW) |